# Lelle SK
Lelle SK – estoński klub piłkarski z siedzibą w Lelle.

## Historia
Klub został założony w 1992 jako KEK Pärnu. W 1996 kupił licencję gry w najwyższej lidze Mistrzostw Estonii od klubu Pärnu Tervis i debiutował w Meistriliiga, ale w następnym sezonie sprzedał licencję klubowi Viljandi Tulevik.

## Sukcesy
- Mistrzostwa Estonii:

4 miejsce: 1996/97